# Farao (kortspel)
Farao, även kallat faro, faraobank eller bank, är ett kortspel med utpräglad hasardkaraktär, som var vanligt förekommande på utländska kasinon och svenska spelhus under 1700- och 1800-talet.  Spelet antas ha fått sitt namn efter en fransk kortlek där en av kungarna föreställde en egyptisk farao. 
Spelarna placerar sina insatser på en utlagd eller avbildad svit med spaderkort, valfritt på enstaka kort eller på kombinationer av flera kort. Den spelare som är bankir, eller den som representerar kasinot, drar kort två i taget ur sin lek. Det första kortet i detta par anger förlust och det andra vinst, innebärande att den spelare som satsat på samma valör som det första kortet förlorar sin insats, medan den som satsat på samma valör som det andra kortet får tillbaka insatsen plus samma belopp i vinst.  